# تزه آلودی
تزه آلودی (تازه آلودی) (به لاتین: Təzə Alvadı) یک منطقهٔ مسکونی در جمهوری آذربایجان است که در شهرستان ماساللی واقع شده‌است.

## خصوصیات
تازه آلودی ۶۴۲۹ نفر جمعیت دارد.